# アドリアン・ルネ・フランシェ
アドリアン・ルネ・フランシェ（仏: Adrien René Franchet, 1834年4月21日 - 1900年4月15日）は、フランスの植物学者である。

## 略歴
ペズーに生まれた。父親を早く失うが、植物学への情熱を持ち、植物学の研究に当時必要だったラテン語をモンティ（Montils）の司祭から学んだ。12歳でブロワで薬剤師の見習いとなり、ブロワの学校で学んだ。1857年にシュヴェルニー城の所有者、ヴィブレイ侯爵に雇われ、城の考古学、地質学コレクションの学芸員として働いた。1880年にヴィブレイ侯爵が没するまでその仕事を続けた。1881年からフランス国立自然史博物館の標本館などで働き、中国や日本などの植物の専門家となった。アジアの植物の研究は、フランスの宣教師が集めた標本をもとにしたもので、アルマン・ダヴィドの集めたチベットやモンゴルの植物や、デラヴェ（Pierre Jean Marie Delavay）やファルジュやボディニエ（Émile-Marie Bodinier）や日本の植物を採集したフォーリーらの標本を研究した。ボンヴァロ（Gabriel Bonvalot)とドルレアンの中央アジア探検で集められた標本も研究した。アジアの植物を研究した、カール・ヨハン・マキシモヴィッチやキューガーデンのウィリアム・ヘムズリーと密接な交流を行い研究を進めた。
特に高山植物の分類の分野で働き、ヨーロッパの高山植物の起源を研究したが、突然の死によって研究は完成しなかった。生涯に28の属を同定し、2000以上の種について研究した。1898年にフランス植物学会の会長を務めた。
アカテツ科の属名、Franchetia（Breoniaのシノニム）やテングタケ科の種、Amanita franchetiiやラン科の種、Cypripedium franchetii、バラ科の種、Cotoneaster franchetiiなどに献名されている。

## 著作
- Essai sur la distribution géographique des plantes phanérogames dans le département de Loir-et-Cher, 1868 - Essay on the geographical distribution of phanerogams found in the department of Loir-et-Cher.
- "Enumeratio plantarum in Japonia : sponte crescentium hucusque rite cognitarum", 1875.
- Plantae Delavayanae. Plantes de Chine recueillies au Yun-nan par l'abbé Delavay, 1889 - "Plantae Delavayanae" : Plants from China collected in Yunnan by Father Delavay.
- Contributions à la flore du Congo français, Famille des graminées, 1896 - Contributions involving flora of the French Congo; Family Gramineae.[1]